# María Eugenia Vidal
Pour les articles homonymes, voir Vidal.
María Eugenia Vidal, née le 8 septembre 1973 à Buenos Aires, est une femme politique argentine, gouverneur de la province de Buenos Aires, puis députée.
Ministre du Développement social de la ville de Buenos Aires, elle est élue en 2011 adjointe au maire de la ville sous Mauricio Macri. Elle est élue en 2015 gouverneur de la province de Buenos Aires, devenant la première femme à occuper ce poste et la première non péroniste depuis 1987. Pendant son mandat de gouverneur, elle est surnommée « la Margaret Thatcher argentine » pour la rigidité de sa position vis-à-vis des syndicats d'enseignants.
Elle est ensuite élue députée aux élections législatives argentines de 2021, et représente la coalition « Ensemble pour le changement » à la Chambre des députés.

## Biographie

### Jeunesse
María Eugenia Vidal naît à Buenos Aires en 1973. Elle grandit dans la paroisse de Flores et s'inscrit à l'Université catholique argentine, où elle obtient un diplôme en science politique,,. Elle rencontre Ramiro Tagliaferro, un camarade d'université ; ils se marient en 1998 et ont trois enfants, un fils et deux filles.

### Début de carrière politique
Elle commence sa carrière au sein du Groupe Sophia, un groupe de réflexion fondé par Horacio Rodríguez Larreta. Elle est nommée en 2000 directrice du bureau de politique sociale de ce groupe, ainsi que directrice de la Fundación Creer y Crecer, un groupe de réflexion organisé par Commitment to Change, un parti politique conservateur. Elle est également membre d'un groupe de réflexion interaméricain basé à Washington DC, The Inter-American Dialogue.

### Élue locale
María Vidal est élue à l'Assemblée législative de la ville de Buenos Aires en 2003 ; elle y devient présidente de la commission des femmes et de la jeunesse. Elle travaille au service des ressources humaines du PAMI, le service national d'assurance maladie des personnes âgées et handicapées. Elle est également conseillère auprès de l'Agence nationale de la sécurité sociale, et conseillère auprès du ministère national du Développement social et auprès du ministère des Relations extérieures,.
María Eugenia Vidal se présente sur la liste du parti Proposition républicaine (PRO) comme candidate à un siège à la Chambre des députés argentine pour la province de Buenos Aires en 2005, mais elle échoue ; elle est cependant élue au parlement de la ville de Buenos Aires. L'élection du leader de son parti, Mauricio Macri, au poste de maire de Buenos Aires en 2007 entraîne la nomination de María Eugenia Vidal au poste de ministre du Développement social de la ville. Mais elle demande et obtient un congé de maternité avant sa prestation de serment prévue le 10 décembre 2007, pour la naissance de son troisième enfant. Elle prend ses fonctions de ministre municipale le 27 mai 2008.
La visibilité politique de María Eugenia Vidal s'accroît après l'élection en 2009 de l'adjointe au maire Gabriela Michetti à un siège à la Chambre des députés, car elle devient alors la principale conseillère du maire Mauricio Macri. À la suite de la décision de Macri de renoncer à sa candidature pour l'élection présidentielle de 2011 et de briguer plutôt un second mandat de maire, il désigne María Eugenia Vidal comme numéro deux de sa liste. Le duo Macri-Vidal est largement réélu le 31 juillet 2011, obtenant plus de 64 % des voix, la liste du sociologue Daniel Filmus arrivant en deuxième place.

### Gouverneur de Buenos Aires
Mauricio Macri choisit María Eugenia Vidal comme candidate de son parti pour se présenter au poste de gouverneur de la province de Buenos Aires aux élections générales de 2015. L'Union civique radicale, alliée au PRO dans la coalition Ensemble pour le changement, propose de la remplacer par Ángel Posse, mais Macri garde Vidal. Dans une autre négociation, il est suggéré que Sergio Massa retire sa candidature à la présidence et se présente comme gouverneur sur la liste soutenue par Macri, mais celui-ci décide encore une fois de garder Vidal comme candidate à ce poste. Elle est élue, c'est la première femme gouverneur de la province de Buenos Aires, et c'est aussi la première fois en 28 ans qu'une candidate non péroniste remporte les élections dans cette province qui est la plus peuplée du pays.

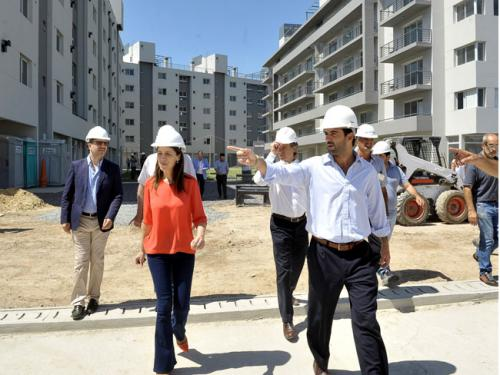
Vidal et Basavilbaso visitent des chantiers de construction de logements

María Eugenia Vidal annonce son cabinet le 4 décembre. Son cabinet est composé de personnalités politiques de son parti Proposition Républicaine, du parti de l'Union civique radicale et de trois anciens membres du cabinet Scioli.
La composition de son cabinet de gouverneur est la suivante :
- Federico Salvai, ministre du gouvernement ;
- Roberto Gigante, ministre de la Coordination et du Contrôle ;
- Hernán Lacunza, ministre de l'Économie ;
- Cristian Ritondo, ministre de la Sécurité ;
- Edgardo Cenzón, ministre de la Planification et des Infrastructures ;
- Alejandro Finocchiaro, ministre de l'Éducation ;
- Alberto Mahiques, ministre de la Justice ;
- Leonardo Sarquis, ministre des Affaires agraires ;
- Santiago López Medrano, ministre du Développement social ;
- Zulma Ortiz, ministre de la Santé ;
- Jorge Elustondo, ministre de la Production ;
- Marcelo Villegas, ministre du Travail.

### Députée
La Fondation Konex lui décerne en avril 2018 un prix Konex – Diplôme de mérite dans la catégorie Administrateurs publics.
Deux ans après la fin de son mandat de gouverneur, María Eugenia Vidal se présente aux élections législatives argentines de 2021. Elle est députée nationale, au titre de la coalition « Ensemble pour le changement »,.

## Opinions politiques
María Eugenia Vidal est favorable à l'allocation universelle par enfant, un programme de sécurité sociale mis en place sous le gouvernement de Cristina Kirchner.
Elle déclare par ailleurs qu'elle et son parti sont contre le programme argentin de contrôle des prix.
Elle a pour objectif de réduire les impôts, ce qu'elle a fait dans la province de Buenos Aires,.
Le journal espagnol El País la surnomme « la Thatcher argentine » à cause de sa fermeté dans les confrontations avec les syndicalistes péronistes au cours de son mandat de gouverneur.